# Rubén Vargas
Rubén Estephan Vargas Martinez (Adligenswil, 5 augustus 1998) is een Zwitsers voetballer die doorgaans speelt als vleugelspeler. In januari 2025 verruilde hij FC Augsburg voor Sevilla. Vargas debuteerde in 2019 in het Zwitsers voetbalelftal.

## Clubcarrière
Vargas speelde in de jeugd van FC Adligenswil en stapte in 2008 over naar de opleiding van FC Luzern. Hier speelde hij tot 2014, waarna hij één jaartje speelde bij SC Kriens en weer terugkeerde bij Luzern. Zijn professionele debuut voor die club maakte hij op 27 augustus 2017, toen door doelpunten van Tomi Jurić en Moussa Koné met 1–1 gelijkgespeeld werd tegen FC Zürich. Vargas begon op de reservebank en van coach Markus Babbel mocht hij een kwartier voor tijd invallen voor Francisco Rodriguez. Zijn eerste professionele doelpunt volgde op 2 april 2018, tegen FC St. Gallen. Op die dag opende Jurić eveneens de score, waarna Christian Schneuwly de voorsprong verdubbelde. Vargas, die in de basis mocht beginnen maakte er 3–0 van, waarna Nzuzi Toko van St. Gallen iets terugdeed: 3–1. Het was zijn enige competitiegoal dat seizoen. Het seizoen erop was zijn doorbraak: hij was goed voor tien goals en negen assists in competitie en beker. 
In de zomer van 2019 verkaste de vleugelspeler voor een bedrag van circa vier miljoen euro naar FC Augsburg. Hier maakte hij op 17 augustus tegen Borussia Dortmund zijn debuut. Een week later maakte hij tegen Union Berlin zijn eerste doelpunt voor Augsburg in een 1–1 gelijkspel. Tijdens de volgende wedstrijd scoorde hij twee keer, maar verloor hij met 3–2 van Werder Bremen. Hij miste slechts één wedstrijd door een schorsing en kwam tot zes goals en twee assists in zijn eerste seizoen.
In zijn tweede seizoen kwam hij tot zeven goals en vier assists in tweeëndertig wedstrijden. In het seizoen 2021/22 scoorde hij er één in de competitie, terwijl FC Augsburg tegen degradatie streed. Het seizoen erop was hij daarom geregeld wisselspeler en speelde hij slechts drieëntwintig competitiewedstrijden. Hierin kwam hij wel tot drie goals en vijf assists. In de voorlaatste wedstrijd van zijn vijfde seizoen speelde hij zijn honderdvijftigste wedstrijd voor Augsburg, tegen Borussia Dortmund. Hij scoorde maar verloor met 5–1. Een half seizoen voor het aflopen van zijn contract in de zomer van 2025 liet Vargas aan de clubleiding weten zijn verbintenis niet te willen verlengen. In de daaropvolgende maand nam Sevilla de Zwitser over voor een bedrag van circa tweeënhalf miljoen euro en hij tekende bij die club een contract tot medio 2029.

## Clubstatistieken
| Seizoen | Club        | Competitie       | Competitie | Competitie | Beker | Beker | Internationaal | Internationaal | Totaal | Totaal |
| Seizoen | Club        | Competitie       | Wed.       | Dlp.       | Wed.  | Dlp.  | Wed.           | Dlp.           | Wed.   | Dlp.   |
| ------- | ----------- | ---------------- | ---------- | ---------- | ----- | ----- | -------------- | -------------- | ------ | ------ |
| 2017/18 | FC Luzern   | Super League     | 19         | 1          | 1     | 1     | —              | —              | 20     | 2      |
| 2018/19 | FC Luzern   | Super League     | 31         | 8          | 4     | 1     | 2              | 0              | 37     | 9      |
| 2019/20 | FC Augsburg | Bundesliga       | 33         | 6          | 0     | 0     | —              | —              | 33     | 6      |
| 2020/21 | FC Augsburg | Bundesliga       | 30         | 6          | 2     | 1     | —              | —              | 32     | 7      |
| 2021/22 | FC Augsburg | Bundesliga       | 29         | 1          | 1     | 1     | —              | —              | 30     | 2      |
| 2022/23 | FC Augsburg | Bundesliga       | 23         | 3          | 1     | 0     | —              | —              | 24     | 3      |
| 2023/24 | FC Augsburg | Bundesliga       | 31         | 4          | 1     | 0     | —              | —              | 32     | 4      |
| 2024/25 | FC Augsburg | Bundesliga       | 8          | 0          | 2     | 1     | —              | —              | 10     | 1      |
| 2024/25 | Sevilla     | Primera División | 1          | 0          | 0     | 0     | —              | —              | 1      | 0      |
| Totaal  | Totaal      | Totaal           | 205        | 29         | 12    | 5     | 2              | 0              | 219    | 34     |

Bijgewerkt op 15 januari 2025.

## Interlandcarrière
Vargas debuteerde op 8 september 2019 in het Zwitsers voetbalelftal, in een met 4–0 gewonnen kwalificatiewedstrijd voor het EK 2020 tegen Gibraltar. De doelpunten werden destijds gemaakt door Denis Zakaria, Admir Mehmedi, Ricardo Rodríguez en Mario Gavranović. Hij moest van bondscoach Vladimir Petković op de reservebank beginnen en zestien minuten voor tijd mocht hij invallen voor aanvoerder Granit Xhaka. Hij maakte op 18 november 2019 zijn eerste interlanddoelpunt, tijdens zijn derde optreden. Hij kopte toen de 0–2 binnen in een met 1–6 gewonnen EK-kwalificatiewedstrijd tegen datzelfde Gibraltar. Cedric Itten (tweemaal), Christian Fassnacht, Loris Benito en Xhaka zorgden voor de andere Zwitserse goals en Reece Styche scoorde tegen.
Vargas werd in mei 2021 door Petković opgenomen in de Zwitserse selectie voor het uitgestelde EK 2020. Op dit toernooi werd Zwitserland na strafschoppen uitgeschakeld door Spanje in de kwartfinales. Eerder was op die manier juist gewonnen van Frankrijk. In de groepsfase werd gelijkgespeeld tegen Wales (1–1), verloren van Italië (3–0) en gewonnen van Turkije (3–1). Vargas speelde alleen tegen Wales niet mee. Zijn toenmalige teamgenoten Fredrik Jensen (Finland), Michael Gregoritsch (Oostenrijk), Tomáš Koubek (Tsjechië) en László Bénes (Hongarije) waren ook actief op het EK.
In november 2022 werd Vargas door bondscoach Murat Yakin opgenomen in de selectie van Zwitserland voor het WK 2022. Tijdens dit WK werd Zwitserland uitgeschakeld door Portugal nadat in de groepsfase gewonnen was van Kameroen en Servië en verloren van Brazilië. Vargas kwam in alle vier duels in actie. Zijn toenmalige clubgenoten Carlos Gruezo (Ecuador) en Robert Gumny (Polen) waren ook actief op het toernooi.
Yakin nam Vargas in mei 2024 op in zijn voorselectie voor het EK 2024 in Duitsland. Later maakte hij ook onderdeel uit van de definitieve selectie. Zwitserland overleefde de groepsfase na een zege op Hongarije (1–3) en gelijke spelen tegen Schotland (1–1) en Duitsland (1–1). Hierna werd Italië met 2–0 verslagen, waarna Engeland op strafschoppen te sterk was in de kwartfinale: 1–1 en 5–3. Vargas deed in alle wedstrijden mee en scoorde tegen Italië.
| Interlands van Rubén Vargas voor Zwitserland | Interlands van Rubén Vargas voor Zwitserland | Interlands van Rubén Vargas voor Zwitserland | Interlands van Rubén Vargas voor Zwitserland | Interlands van Rubén Vargas voor Zwitserland | Interlands van Rubén Vargas voor Zwitserland |
| №                                            | Datum                                        | Wedstrijd                                    | Uitslag                                      | Competitie                                   | Goals                                        |
| Als speler bij FC Augsburg                   | Als speler bij FC Augsburg                   | Als speler bij FC Augsburg                   | Als speler bij FC Augsburg                   | Als speler bij FC Augsburg                   | Als speler bij FC Augsburg                   |
| -------------------------------------------- | -------------------------------------------- | -------------------------------------------- | -------------------------------------------- | -------------------------------------------- | -------------------------------------------- |
| 1                                            | 8 september 2019                             | Zwitserland – Gibraltar                      | 4 – 0                                        | EK 2020 kwalificatie                         |                                              |
| 2                                            | 15 november 2019                             | Zwitserland – Georgië                        | 1 – 0                                        | EK 2020 kwalificatie                         |                                              |
| 3                                            | 18 november 2019                             | Gibraltar – Zwitserland                      | 1 – 6                                        | EK 2020 kwalificatie                         | 50'                                          |
| 4                                            | 3 september 2020                             | Oekraïne – Zwitserland                       | 2 – 1                                        | Nations League 2020/21                       |                                              |
| 5                                            | 6 september 2020                             | Zwitserland – Duitsland                      | 1 – 1                                        | Nations League 2020/21                       |                                              |
| 6                                            | 7 oktober 2020                               | Zwitserland – Kroatië                        | 1 – 2                                        | Vriendschappelijk                            |                                              |
| 7                                            | 10 oktober 2020                              | Spanje – Zwitserland                         | 1 – 0                                        | Nations League 2020/21                       |                                              |
| 8                                            | 11 november 2020                             | België – Zwitserland                         | 2 – 1                                        | Vriendschappelijk                            |                                              |
| 9                                            | 25 maart 2021                                | Bulgarije – Zwitserland                      | 1 – 3                                        | WK 2022 kwalificatie                         |                                              |
| 10                                           | 28 maart 2021                                | Zwitserland – Litouwen                       | 1 – 0                                        | WK 2022 kwalificatie                         |                                              |
| 11                                           | 31 maart 2021                                | Zwitserland – Finland                        | 3 – 2                                        | Vriendschappelijk                            | 57'                                          |
| 12                                           | 3 juni 2021                                  | Zwitserland – Liechtenstein                  | 7 – 0                                        | Vriendschappelijk                            |                                              |
| 13                                           | 16 juni 2021                                 | Italië – Zwitserland                         | 3 – 0                                        | EK 2020                                      |                                              |
| 14                                           | 20 juni 2021                                 | Zwitserland – Turkije                        | 3 – 1                                        | EK 2020                                      |                                              |
| 15                                           | 28 juni 2021                                 | Frankrijk – Zwitserland                      | 3 – 3 (4 – 5 n.s.)                           | EK 2020                                      |                                              |
| 16                                           | 2 juli 2021                                  | Zwitserland – Spanje                         | 1 – 1 (1 – 3 n.s.)                           | EK 2020                                      |                                              |
| 17                                           | 1 september 2021                             | Zwitserland – Griekenland                    | 2 – 1                                        | Vriendschappelijk                            | 51'                                          |
| 18                                           | 5 september 2021                             | Zwitserland – Italië                         | 0 – 0                                        | WK 2022 kwalificatie                         |                                              |
| 19                                           | 8 september 2021                             | Noord-Ierland – Zwitserland                  | 0 – 0                                        | WK 2022 kwalificatie                         |                                              |
| 20                                           | 12 oktober 2021                              | Litouwen – Zwitserland                       | 0 – 4                                        | WK 2022 kwalificatie                         |                                              |
| 21                                           | 12 november 2021                             | Italië – Zwitserland                         | 1 – 1                                        | WK 2022 kwalificatie                         |                                              |
| 22                                           | 15 november 2021                             | Zwitserland – Bulgarije                      | 4 – 0                                        | WK 2022 kwalificatie                         | 57'                                          |
| 23                                           | 26 maart 2022                                | Engeland – Zwitserland                       | 2 – 1                                        | Vriendschappelijk                            |                                              |
| 24                                           | 2 juni 2022                                  | Tsjechië – Zwitserland                       | 2 – 1                                        | Nations League 2022/23                       |                                              |
| 25                                           | 24 september 2022                            | Spanje – Zwitserland                         | 1 – 2                                        | Nations League 2022/23                       |                                              |
| 26                                           | 27 september 2022                            | Zwitserland – Tsjechië                       | 2 – 1                                        | Nations League 2022/23                       |                                              |
| 27                                           | 17 november 2022                             | Ghana – Zwitserland                          | 2 – 0                                        | Vriendschappelijk                            |                                              |
| 28                                           | 24 november 2022                             | Zwitserland – Kameroen                       | 1 – 0                                        | WK 2022                                      |                                              |
| 29                                           | 28 november 2022                             | Brazilië – Zwitserland                       | 1 – 0                                        | WK 2022                                      |                                              |
| 30                                           | 2 december 2022                              | Servië – Zwitserland                         | 2 – 3                                        | WK 2022                                      |                                              |
| 31                                           | 6 december 2022                              | Portugal – Zwitserland                       | 6 – 1                                        | WK 2022                                      |                                              |
| 32                                           | 25 maart 2023                                | Wit-Rusland – Zwitserland                    | 0 – 5                                        | EK 2024 kwalificatie                         |                                              |
| 33                                           | 28 maart 2023                                | Zwitserland – Israël                         | 3 – 0                                        | EK 2024 kwalificatie                         | 39'                                          |
| 34                                           | 16 juni 2023                                 | Andorra – Zwitserland                        | 1 – 2                                        | EK 2024 kwalificatie                         |                                              |
| 35                                           | 19 juni 2023                                 | Zwitserland – Roemenië                       | 2 – 2                                        | EK 2024 kwalificatie                         |                                              |
| 36                                           | 9 september 2023                             | Kosovo – Zwitserland                         | 2 – 2                                        | EK 2024 kwalificatie                         |                                              |
| 37                                           | 12 september 2023                            | Zwitserland – Andorra                        | 3 – 0                                        | EK 2024 kwalificatie                         |                                              |
| 38                                           | 15 november 2023                             | Israël – Zwitserland                         | 1 – 1                                        | EK 2024 kwalificatie                         | 36'                                          |
| 39                                           | 18 november 2023                             | Zwitserland – Kosovo                         | 1 – 1                                        | EK 2024 kwalificatie                         | 47'                                          |
| 40                                           | 21 november 2023                             | Roemenië – Zwitserland                       | 1 – 0                                        | EK 2024 kwalificatie                         |                                              |
| 41                                           | 23 maart 2024                                | Denemarken – Zwitserland                     | 0 – 0                                        | Vriendschappelijk                            |                                              |
| 42                                           | 4 juni 2024                                  | Zwitserland – Estland                        | 4 – 0                                        | Vriendschappelijk                            |                                              |
| 43                                           | 8 juni 2024                                  | Zwitserland – Oostenrijk                     | 1 – 1                                        | Vriendschappelijk                            |                                              |
| 44                                           | 15 juni 2024                                 | Hongarije – Zwitserland                      | 1 – 3                                        | EK 2024                                      |                                              |
| 45                                           | 19 juni 2024                                 | Schotland – Zwitserland                      | 1 – 1                                        | EK 2024                                      |                                              |
| 46                                           | 23 juni 2024                                 | Zwitserland – Duitsland                      | 1 – 1                                        | EK 2024                                      |                                              |
| 47                                           | 29 juni 2024                                 | Zwitserland – Italië                         | 2 – 0                                        | EK 2024                                      | 46'                                          |
| 48                                           | 6 juli 2024                                  | Engeland – Zwitserland                       | 1 – 1 (5 – 3 n.s.)                           | EK 2024                                      |                                              |
| 49                                           | 5 september 2024                             | Denemarken – Zwitserland                     | 2 – 0                                        | Nations League 2024/25                       |                                              |
| 50                                           | 8 september 2024                             | Zwitserland – Spanje                         | 1 – 4                                        | Nations League 2024/25                       |                                              |

Bijgewerkt op 15 januari 2025.